# Гайнц Германн
Гайнц Германн (нім. Heinz Hermann, нар. 28 березня 1958, Цюрих) — швейцарський футболіст, що грав на позиції півзахисника, зокрема за «Грассгоппер» і «Ксамакс», а також національну збірну Швейцарії. По завершенні ігрової кар'єри — тренер. П'ять разів визнавався Футболістом року у Швейцарії.

## Клубна кар'єра
У дорослому футболі дебютував 1977 року виступами за команду «Грассгоппер», в якій провів вісім сезонів, взявши участь у 213 матчах чемпіонату. Більшість часу, проведеного у складі «Грассгоппера», був основним гравцем команди, чотири рази ставав з ним чемпіоном Швейцарії.
1985 року перейшов до «Ксамакса», в якому, як і в попередній комнаді, став лідером півхахисту. Протягом п'яти років, проведених у ній, ще двічі виборював титул чемпіона Швейцарії.
У першій половині 1990-х захищав кольори клубів «Серветт», «Грассгоппер» та «Аарау», а завершував ігрову кар'єру в «Базелі», за який виступав протягом 1995—1999 років.

## Виступи за збірну
1978 року дебютував в офіційних матчах у складі національної збірної Швейцарії.
Загалом протягом кар'єри у національній команді, яка тривала 14 років, провів у її формі 118 матчів, забивши 15 голів.

## Кар'єра тренера
Перший досвід тренерської робити отримав ще граючи за «Базель», у складі якого протягом частини 1997 року був граючим тренером.
Завершивши ігрову кар'єру сконцентувався на роботі тренера. У 2000–2002 роках тренував команду «Делемон», згодом працював асистентом головного тренера в німецькому «Вальдгофа» та опікувався молодіжною командою того ж «Базеля».
Останнім місцем тренерської роботи Германна був клуб «Вадуц», головним тренером команди якого він був з 2007 по 2008 рік, здобувши з командою Кубок Ліхтенштейну 2007/08.

## Титули і досягнення

### Як гравця
- Чемпіон Швейцарії (6):

«Грассгоппер»: 1977-1978, 1981-1982, 1982-1983, 1983-1984;
«Ксамакс»: 1986-1987, 1987-1988
- Володар Кубка Швейцарії (1):

«Грассгоппер»: 1982-1983
- Володар Суперкубка Швейцарії (3):

«Ксамакс»: 1987, 1988, 1990

### Як тренера
- Володар Кубка Ліхтенштейну (1):

«Вадуц»: 2007-2008

### Особисті
- Футболіст року у Швейцарії (5):

1984, 1985, 1986, 1987, 1988